# Corona de espinas

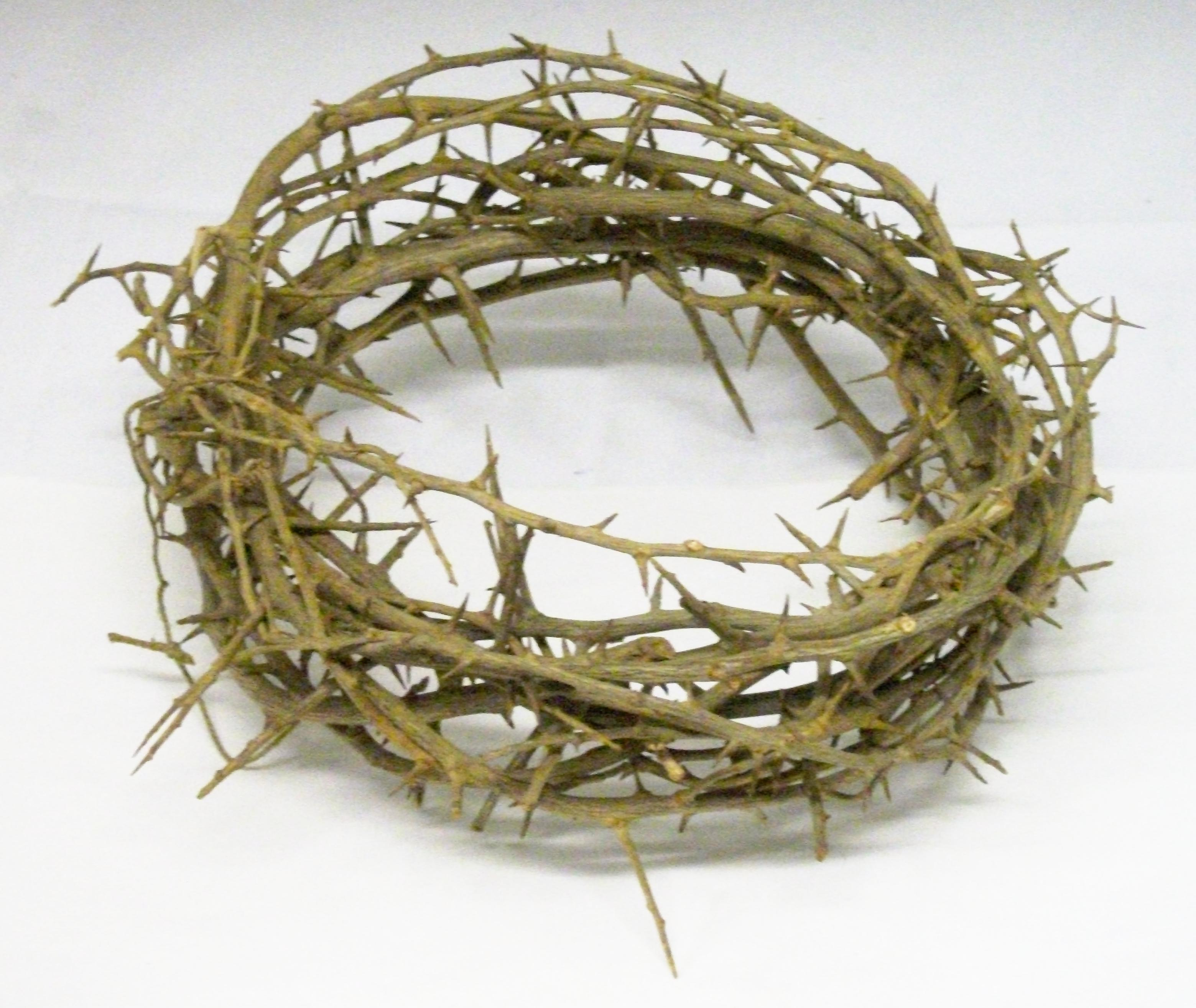
Corona de espinas

La corona de espinas es un símbolo cristiano que recuerda la Pasión de Jesús. 
Según el Nuevo Testamento, una corona de espinas tejida (en griego antiguo: στέφανος ἐξ ἀκανθῶν, romanizado: stephanos ex akanthōn o en griego antiguo: ἀκάνθινος στέφανος, romanizado: akanthinos stephanos) fue colocada sobre la cabeza de Jesús durante la eventos que condujeron a su crucifixión y fue uno de los instrumentos de la Pasión. Se menciona en los evangelios de Mateo 27; 29, Marcos 15;17 y Juan 19; 2 ,  y es aludido a menudo por los primeros Padres de la Iglesia, como Clemente de Alejandría, Orígenes y otros, junto con el apócrifo del Evangelio de Pedro.
Desde el siglo V d. C., una reliquia que muchos creen es la corona de espinas, ha sido venerada. Se conservó en la Catedral de Notre-Dame de París cuando fue traída de Constantinopla por San Luis Rey quien la adquirió en 1238. El 15 de abril de 2019, fue rescatada por el cuerpo de bomberos de París del incendio de esa catedral y, actualmente, esta resguardada de manera provisional en el Museo de Louvre. 
Hay reproducciones de la corona a disposición de los turistas en tiendas de Jerusalén.

## Textos bíblicos
- Según el  san Mateo (26; 27-29)

Entonces los soldados del procurador condujeron a Jesús al pretorio y reunieron en torno a él a toda la cohorte. Le desnudaron, le cubrieron con una túnica roja, y le pusieron en la cabeza una corona de espinas que habían trenzado y en la mano derecha una caña. Se arrodillaban ante él y se burlaban diciendo: —Salve, Rey de los Judíos.

- Según el  san Marcos (15; 16-18)

Los soldados lo condujeron dentro del patio, es decir, el pretorio, y convocaron a toda la cohorte. Lo vistieron de púrpura y le pusieron una corona de espinas que habían trenzado. Y comenzaron a saludarle: —Salve, Rey de los Judíos.

- Según el  san Juan (19; 1-3)

Entonces Pilato tomó a Jesús y mandó que lo azotaran. Y los soldados le pusieron en la cabeza una corona de espinas que habían trenzado y lo vistieron con un manto de púrpura. 3Y se acercaban a él y le decían: —Salve, Rey de los judíos.

## Historia

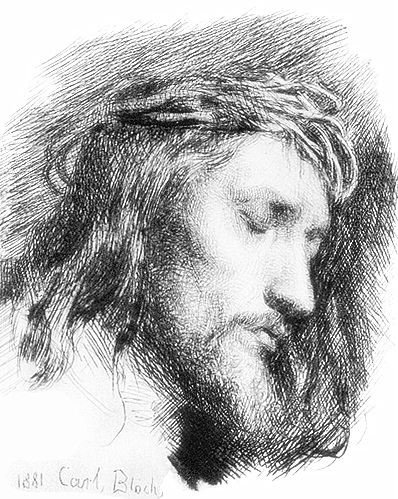
"Corona de espinas", por Carl Bloch.

Según los evangelios, los soldados romanos le colocaron a Jesús durante su pasión una especie de corona trenzada con espinos. Tenía una doble función: humillar a Jesús como Rey de los judíos burlándose de su autoridad, y provocarle daño y dolor. No se registra en la historia que a algún condenado de ese tiempo se le torturara de esa manera; pero en el caso particular de Jesús, los soldados romanos sabían que él se proclamó rey delante de Pilatos, por lo que quizá la corona de espinas pudo haber sido una cruel imitación burlesca de la corona de laurel. Al igual que la caña y el manto púrpura que le pusieron, serían respectivamente un remedo del cetro y del paludamento imperial.
Entre las distintas plantas que se cree pudieron formar parte de dicha corona están el azofaifo, la espina de Cristo, la pimpinela espinosa, la corona de Cristo y el espino negro.

## Interpretación de la Iglesia católica
El pasaje narra que la cohorte romana durante la Pasión de Cristo se burlan con el saludo: "Salve, Rey de los Judíos". La interpretación católica destaca el valor redentor universal de los sufrimientos de Cristo.
En ese sobrio relato, los evangelistas ponen de manifiesto los hechos: tras el rechazo de su pueblo, le sigue también el rechazo de los gentiles, tras las burlas de los sumos sacerdotes, sigue las brutalidades de los soldados. Los soldados hacen escarnio de la realeza de Jesús pero, sin darse cuenta, cumplen lo profetizado, confesando lo que es: Rey. Se burlan con una corona de espinas, pero esta, nos conseguido la diadema del Reino, y sus heridas nos han curado.  Por ello varios autores espirituales no han podido dejar de conmoverse ante esta imagen de Cristo machacado, maltratado y coronado de espinas.

## Reliquia

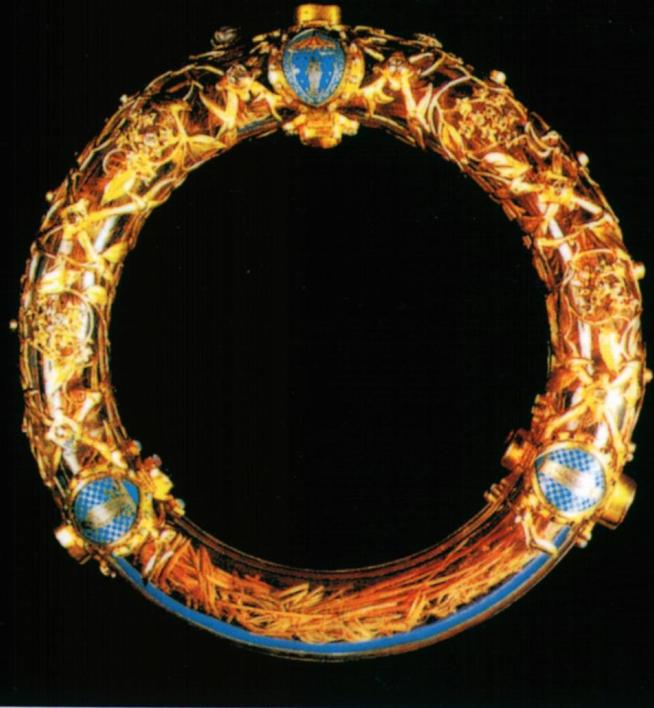
Relicario de la Corona de espinas.

La corona se convirtió en una reliquia muy preciada. Existen referencias de su presencia en Jerusalén desde el siglo V (con las cartas de Paulino de Nola). Se describe su ubicación en la Basílica de Sion en el 570. En el siglo VII fue trasladada a Constantinopla debido a las invasiones persas. En el siglo X, con motivo de una crisis económica en el imperio, pasó a manos de prestamistas venecianos, hasta que fue adquirida por la monarquía francesa. Luis IX de Francia construyó en el siglo XIII la Sainte Chapelle como lugar de veneración de la reliquia. Durante la Revolución Francesa pasaron a la Biblioteca Nacional de Francia. En 1801, el Concordato con la Iglesia católica determinó que la corona era propiedad de la Iglesia, pasando a la Catedral de Notre Dame 
La reliquia de lo que sería la corona de espinas de Cristo, consiste en una circunferencia de ramas o juncos entrelazados, de veintiún centímetros de diámetro que hoy se encuentra conservada en un tubo circular de cristal. Al parecer dicha circunferencia sería como la base que sirvió para entrecruzar o amarrar quizá las ramas de espinas.  Carece de ellas, pues estas fueron repartiéndose a lo largo de los siglos, dispersas por todo el mundo.  Sumadas todas ellas daría unas setecientas, de las cuales ciento sesenta se encuentran en Italia. En Roma son cerca de veinte las que reciben veneración pública, incluyendo dos en la Basílica de San Pedro y una en San Juan de Letrán. En España se veneran en el Monasterio de El Escorial y en la catedral de Barcelona. No obstante, es difícil datar su procedencia, a diferencia de la espina que se venera en el Monasterio de Santa María de La Santa Espina, en Valladolid,  regalada en Francia en 1146 a la infanta-reina Sancha Raimúndez por Luis VII de Francia. En la tradición católica, una reliquia de primera clase es una parte del cuerpo de un santo (en este caso, cualquier objeto utilizado en la Pasión que llevó la sangre de Cristo); una reliquia de segunda clase es lo que fue usado o tocado por un santo; una reliquia de tercera clase es un objeto devocional tocado a una reliquia de primera clase. Se cree que muchas de las espinas que se veneran en varias partes del mundo son reliquias de la tercera clase: espinas tocadas a la corona original. Por ello, no sería fácil rastrear la historia de estos objetos de devoción, pues pudieran ser tanto reliquias de primera o de tercera clase .
En la actualidad, la corona se ofrece a la veneración pública el Viernes Santo.

### Jerusalén
Los tres evangelios bíblicos que mencionan la corona de espinas no dicen qué pasó con ella después de la crucifixión. La mención más antigua que se conoce de que la corona ya era adorada como reliquia fue hecha por Paulino de Nola, escribiendo después del año 409, quien se refiere a la corona como una reliquia que era adorada por los fieles (Epístola Macarius en Migne, Patrologia Latina, LXI, 407). Casiodoro (c.570) habla de la corona de espinas entre otras reliquias que eran "la gloria" de la ciudad de Jerusalén. "Allí", dice, "podemos contemplar la corona de espinas, que sólo fue puesta sobre la cabeza de Nuestro Redentor para que todas las espinas del mundo fueran recogidas y rotas" (Migne, LXX, 621). Cuando Gregorio de Tours en De gloria martyri afirma que las espinas de la corona aún parecían verdes, frescura que se renovaba milagrosamente cada día, no refuerza mucho la autenticidad histórica de una reliquia que no había visto, pero el Breviario de Jerusalén: 16  (un texto breve datado en torno al año 530 d.C.), : iv  y el itinerario de Antonino de Piacenza (siglo VI): 18  afirma claramente que la corona de espinas se mostró entonces en la "Basílica del Monte Sión", aunque hay incertidumbre sobre el lugar real al que se refieren los autores.: 42 y ss.  A partir de estos fragmentos de evidencia y de otros de fecha posterior (la "Peregrinación" del monje Bernardo muestra que la reliquia estaba todavía en el Monte Sión en 870), se demuestra que una supuesta corona de espinas era venerada en Jerusalén en los primeros siglos de la era común.

### Constantinopla
Algún tiempo después, la corona se trasladó supuestamente a Constantinopla, entonces capital del imperio. El historiador François de Mély supone que toda la corona fue trasladada de Jerusalén a Constantinopla no mucho antes de 1063. En cualquier caso, se afirma que el emperador Justiniano regaló una espina a Germán, obispo de París, que se conservó durante mucho tiempo en Saint-Germain-des-Prés, mientras que la Emperatriz Irene, en 798 u 802, envió a Carlomagno varias espinas que fueron depositadas por él en Aquisgrán. Se dice que ocho de ellas estuvieron allí en la consagración de la basílica de Aquisgrán; la historia posterior de varias de ellas puede rastrearse sin dificultad: cuatro fueron entregadas a Saint-Corneille de Compiègne en 877 por Carlos el Calvo; Hugo el Grande, duque de los francos, envió una al rey anglosajón Athelstan en 927, con motivo de ciertas negociaciones matrimoniales, y acabó llegando a la abadía de Malmesbury; otra fue regalada a una princesa española hacia 1160; y de nuevo otra fue llevada a la abadía de Andechs en Alemania en el año 1200. Balduino II de Constantinopla

### Francia
En 1238, Balduino II, el emperador latino de Constantinopla, ansioso por obtener apoyo para su tambaleante imperio, ofreció la corona de espinas a Luis IX de Francia. Estaba entonces en manos de venecianos como garantía de un gran préstamo de 13 134 piezas de oro, pero fue rescatada y trasladada a París, donde Luis IX construyó la Sainte-Chapelle, terminada en 1248, para recibirla. La reliquia permaneció allí hasta la Revolución Francesa, cuando, tras encontrar un hogar durante un tiempo en la Bibliothèque Nationale, el Concordato de 1801 la devolvió a la Iglesia católica, y fue depositada en la Catedral de Notre-Dame de París.
No se ha confirmado la especie vegetal exacta con la que se fabricó la corona. La reliquia que recibió la iglesia fue examinada en el siglo XIX, y parecía ser un círculo retorcido de arbustos de Juncus balticus', una planta nativa de las zonas marítimas del norte de Gran Bretaña, la región del Báltico y Escandinavia.  Las espinas conservadas en otros relicarios parecían ser Ziziphus spina-christi, una planta originaria de África y Asia meridional y occidental, y supuestamente habían sido extraídas de la corona y guardadas en relicarios separados desde poco después de llegar a Francia.  Se construyeron nuevos relicarios para la reliquia, uno por encargo de Napoleón Bonaparte, otro, de cristal de roca enjoyado y más apropiado para la Gótico, se hizo según los diseños de Eugène Viollet-le-Duc. En 2001, cuando los tesoros conservados de la Sainte-Chapelle se expusieron en el Louvre, la capilla se presentó solemnemente todos los viernes en Notre-Dame. Papa Juan Pablo II la trasladó personalmente a la Sainte-Chapelle durante la Jornada Mundial de la Juventud. La reliquia sólo puede verse el primer viernes de cada mes, cuando se expone para una misa especial de veneración, así como cada viernes de Cuaresma (véase también Fiesta de la Corona de Espinas).
La Enciclopedia Católica afirma:

Las autoridades están de acuerdo en que una especie de casco de espinas debió ser trenzado por los soldados romanos, empleándose esta banda de juncos para mantener unidas las espinas. Según el Sr. De Mély, parece probable que ya en el momento en que la corona fue llevada a París, las sesenta o setenta espinas, que parecen haber sido distribuidas posteriormente por San Luis y sus sucesores, habían sido separadas de la banda de juncos y se guardaron en un relicario diferente. Ninguno de ellos se conserva en París. También se conservan algunos pequeños fragmentos de junco [...] en Arras y en Lyon. En cuanto al origen y carácter de las espinas, tanto la tradición como los restos existentes sugieren que debían proceder del arbusto botánicamente conocido como Ziziphus spina-christi, más popularmente, el jujubo. Alcanza una altura de cuatro o cinco metros y crece en abundancia en los caminos de los alrededores de Jerusalén. Las ramas torcidas de este arbusto están armadas con espinas que crecen en pares, una espina recta y una curvada comúnmente ocurren juntas en cada punto. La reliquia conservada en la Capella della Spina en Pisa, así como la de Tréveris, que aunque su historia temprana es dudosa y oscura, se encuentran entre las más grandes en tamaño, ofrecen una buena ilustración de esta peculiaridad.

## Reliquias de tercera clase

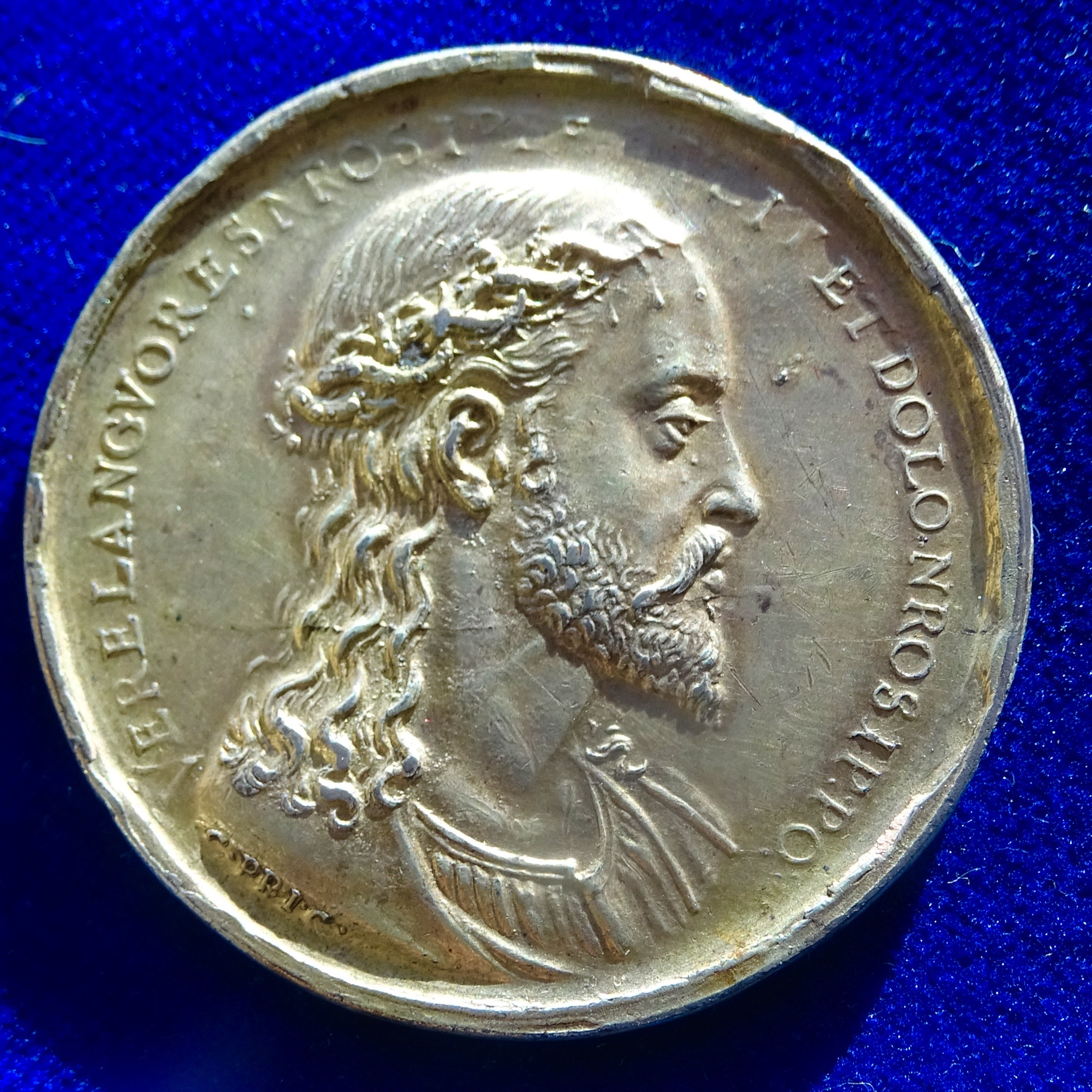
Núremberg Medalla de plata del de Jesucristo con corona de espinas de Valentin Maler

No todas las supuestas santas espinas se consideran reliquias de "primera clase" (reliquias consideradas de la corona original). En la tradición católica romana, una reliquia de primera clase es una parte del cuerpo de un santo o, en este caso, cualquiera de los objetos utilizados en la Crucifixión que llevaron la sangre de Cristo; una reliquia de segunda clase es cualquier cosa que se sabe que fue tocada o utilizada por un santo; una reliquia de tercera clase es un objeto devocional tocado a una reliquia de primera clase y, normalmente, bendecido formalmente como sacramental. 
M. de Mély pudo enumerar más de 700. La declaración en un obituario medieval que Peter de Aveiro dio a la catedral de Angers, "unam de spinis quae fuit apposita coronae spinae nostri Redemptoris" ("una de las espinas que estaban unidas a la corona de espinas de nuestro Redentor") indica que muchas de las espinas eran reliquias de tercera clase-objetos tocados a una reliquia de primera clase, en este caso alguna parte de la propia corona. De nuevo, incluso en tiempos relativamente modernos, no siempre es fácil rastrear la historia de estos objetos de devoción, ya que las reliquias de primera clase a menudo se dividían y puede existir cualquier número de reliquias auténticas de tercera clase.

## Presuntos restos

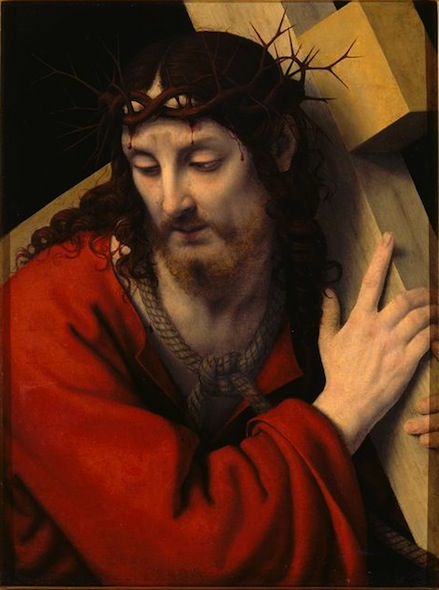
Cristo llevando la cruz de Andrea Solario, 1513, representa la corona de espinas

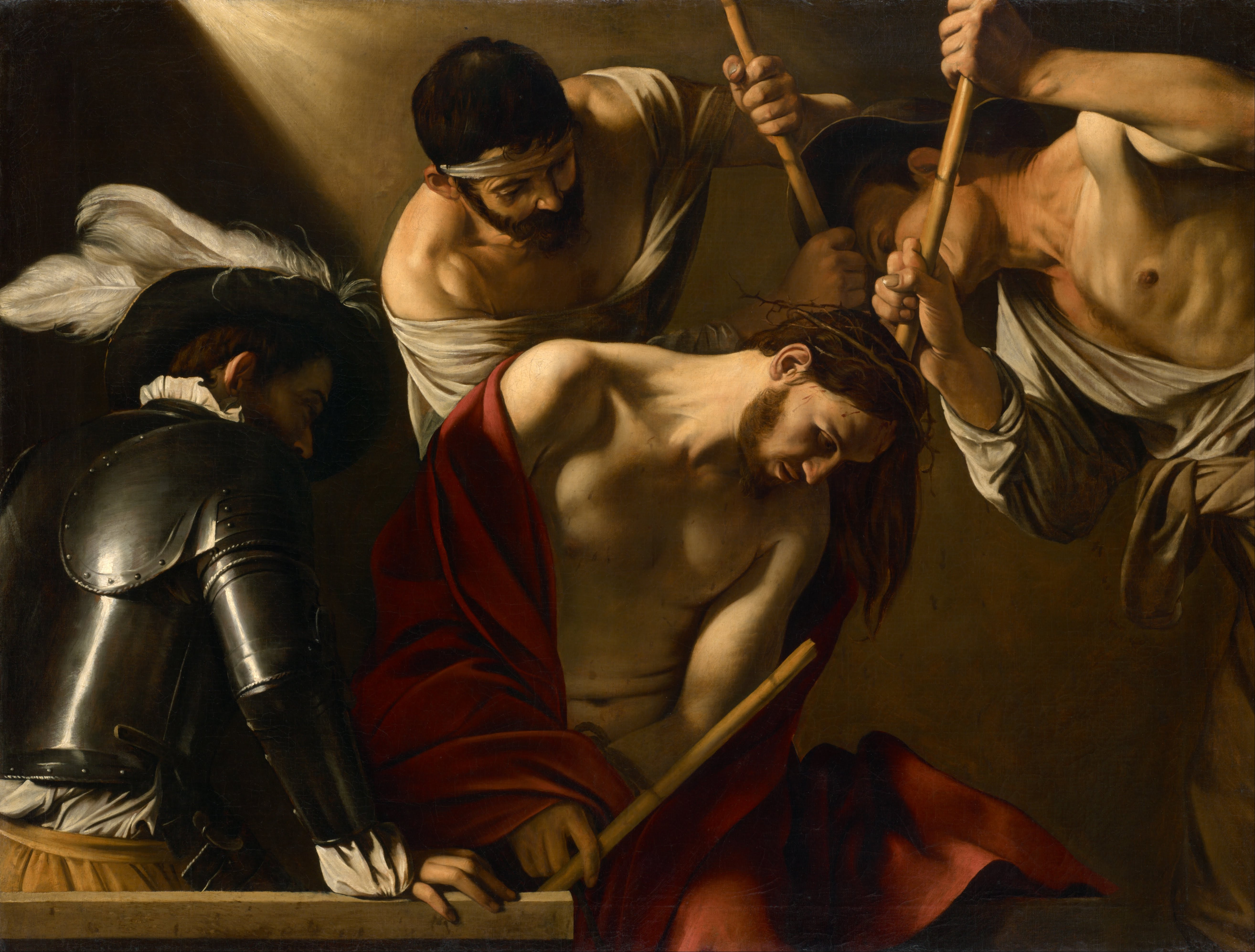
Caravaggio - La coronación de espinas, 1603

Antes de la Séptima Cruzada, Luis IX de Francia compró a Balduino II de Constantinopla lo que se veneraba como la Corona de Espinas de Jesús. Espinas individuales fueron regaladas por el monarca francés a otros miembros de la realeza europea: el Relicario de las Santas Espinas del Museo Británico, por ejemplo, que contiene una sola espina, fue realizado en la década de 1390 para el príncipe francés Juan I de Berry, de quien se documenta que recibió más de una espina de Carlos V y VI, su hermano y sobrino.
Se veneraban dos "espinas santas", una en la iglesia de San Miguel de Gante, la otra en Stonyhurst College, ambas profesaban ser espinas dadas por María, reina de Escocia a Thomas Percy, VII conde de Northumberland.
El "Gazetteer of Relics and Miraculous Images" enumera las siguientes, siguiendo a Cruz 1984:
- Bélgica: Iglesia parroquial de Wevelgem: una porción de la corona de espinas (desde 1561).[39]
- Bélgica: Gante, Iglesia de San Miguel: Una espina de la corona de espinas.[38]
- República Checa: Praga, Catedral de San Vito: Una espina de la corona de espinas, en la cruz de la parte superior de la Corona de San Wenceslao, parte de las Joyas de la Corona de Bohemia.
- Francia: Notre-Dame de París: La corona de espinas traída de Tierra Santa por Luis IX en el siglo XII, de la que los monarcas franceses han regalado espinas individuales a otros miembros de la realeza europea; se exhibe el primer viernes de cada mes y todos los viernes de Cuaresma (incluido el Viernes Santo).
- Francia: Sainte-Chapelle: Una porción de la corona de espinas, llevada al lugar por Luis IX.
- Alemania: Catedral de Tréveris: Una espina de la corona de espinas
- Alemania: Colonia, Kolumba: Una espina de la corona de espinas, regalada por Luis IX a los dominicos de Lieja, y una segunda espina del tesoro de San Kolumba (Colonia).
- Alemania: Elchingen: Iglesia de la antigua abadía benedictina Kloster Elchingen: una espina llevada a la iglesia en 1650/51[40]
- Italia: Roma, Basílica de la Santa Cruz en Jerusalén: Dos espinas de la corona de espinas.
- Italia: Roma, Basílica de Santa Práxedes: Una pequeña porción de la corona de espinas.
- Italia: Pisa, Chiesa di Santa Chiara: Una rama con espinas de la corona de espinas
- Italia: Nápoles, Santa Maria Incoronata: Un fragmento de la corona de espinas
- Italia: Ariano Irpino, Catedral: Dos espinas de la corona de espinas
- Portugal: Lisboa, Museo de San Roque, SCML, Relicario de la Santa Espina
- España: Oviedo, Catedral: Cinco espinas (antes ocho) de la corona de espinas
- España: Barcelona, Catedral: Una espina de la corona de espinas
- España: Sevilla, Iglesia de la Anunciación (Hermandad del Valle): Una espina de la corona de espinas
- España: La Alberca (Salamanca), Iglesia de Nuestra Señora de la Asunción: Una espina de la corona de espinas.
- Reino Unido: Museo Británico: Relicario de espinas sagradas (véase más arriba), Relicario de salazón, cada uno con una espina
- Reino Unido: Stanbrook Abbey, Worcester: Una espina de la corona de espinas
- Reino Unido: Stonyhurst College, Lancashire: Una espina de la corona de espinas.[38]
- Estados Unidos: Capilla de San Antonio, Pittsburgh: Una espina de la corona de espinas
- Ucrania: Odesa, St.

## Iconografía
La aparición de la corona de espinas en el arte, especialmente sobre la cabeza de Cristo en las representaciones de la Crucifixión o del tema Ecce Homo', surge después de la época de San Luis y de la construcción de la Sainte-Chapelle. La Enciclopedia Católica informaba de que algunos arqueólogos habían afirmado descubrir una figura de la corona de espinas en el círculo que a veces rodea el emblema Crismón en los sarcófagos paleocristianos, pero los compiladores consideraron que parecía igual de probable que sólo se tratara de una corona de laurel.
La imagen de la corona de espinas se utiliza a menudo simbólicamente para contrastar con las coronas monárquicas terrenales. En el simbolismo de la King Charles the Martyr, se representa al ejecutado rey inglés Carlos I dejando a un lado su corona terrenal para tomar la corona de espinas, como en el grabado Eikon Basilike de William Marshall. Este contraste aparece en otros lugares del arte, por ejemplo en el cuadro de Frank Dicksee Las dos coronas.
Los misioneros católicos compararon varias partes de la planta Passiflora con elementos de la Pasión: los filamentos radiales de la flor, que pueden llegar a ser más de cien y varían de una flor a otra, representan la corona de espinas.
Los Claveles simbolizan la pasión ya que representan la corona de espinas.

## Galería

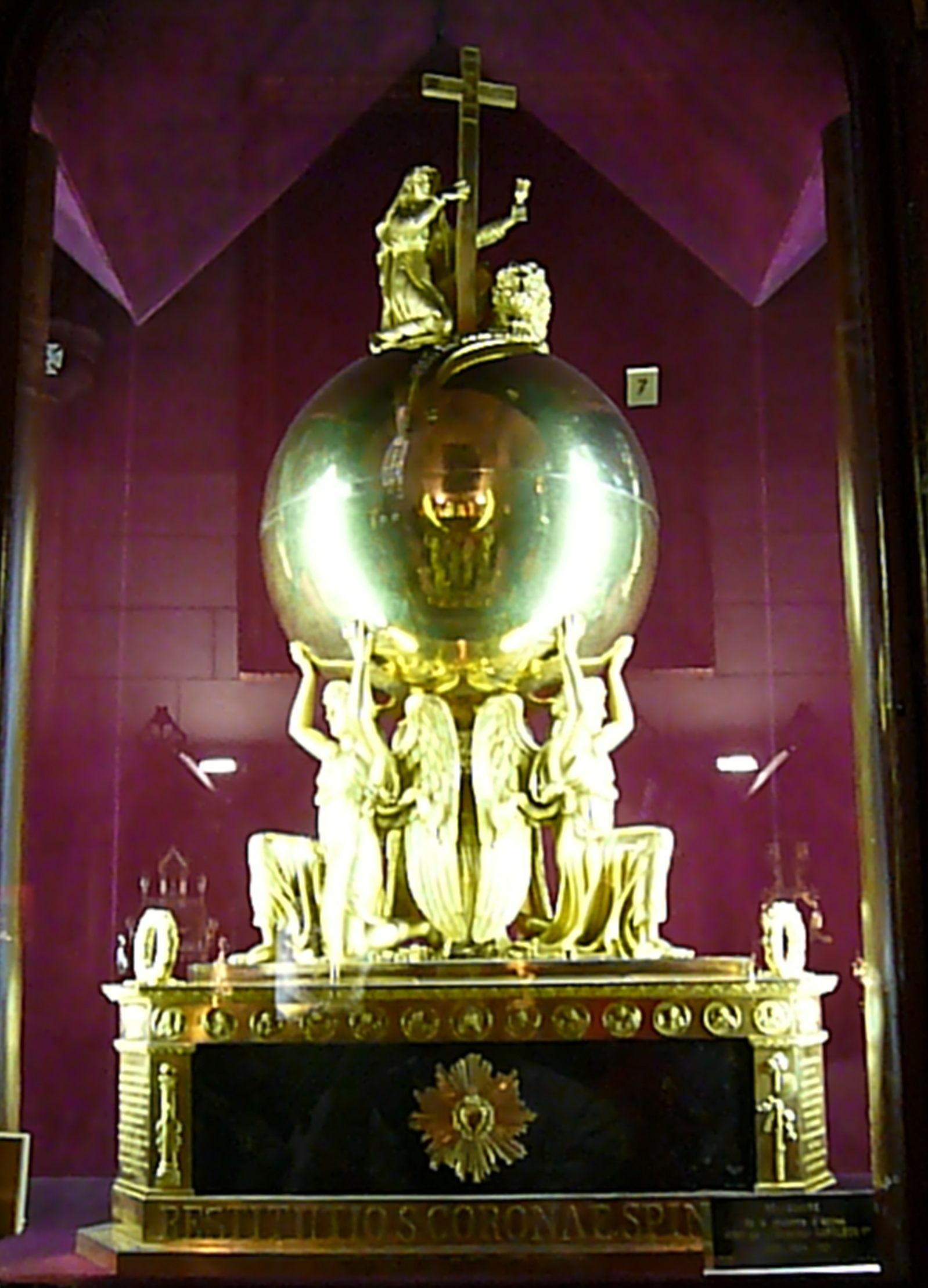
Relicario realizado en 1806, por encargo de Napoleón, conservado en Catedral de Notre-Dame.
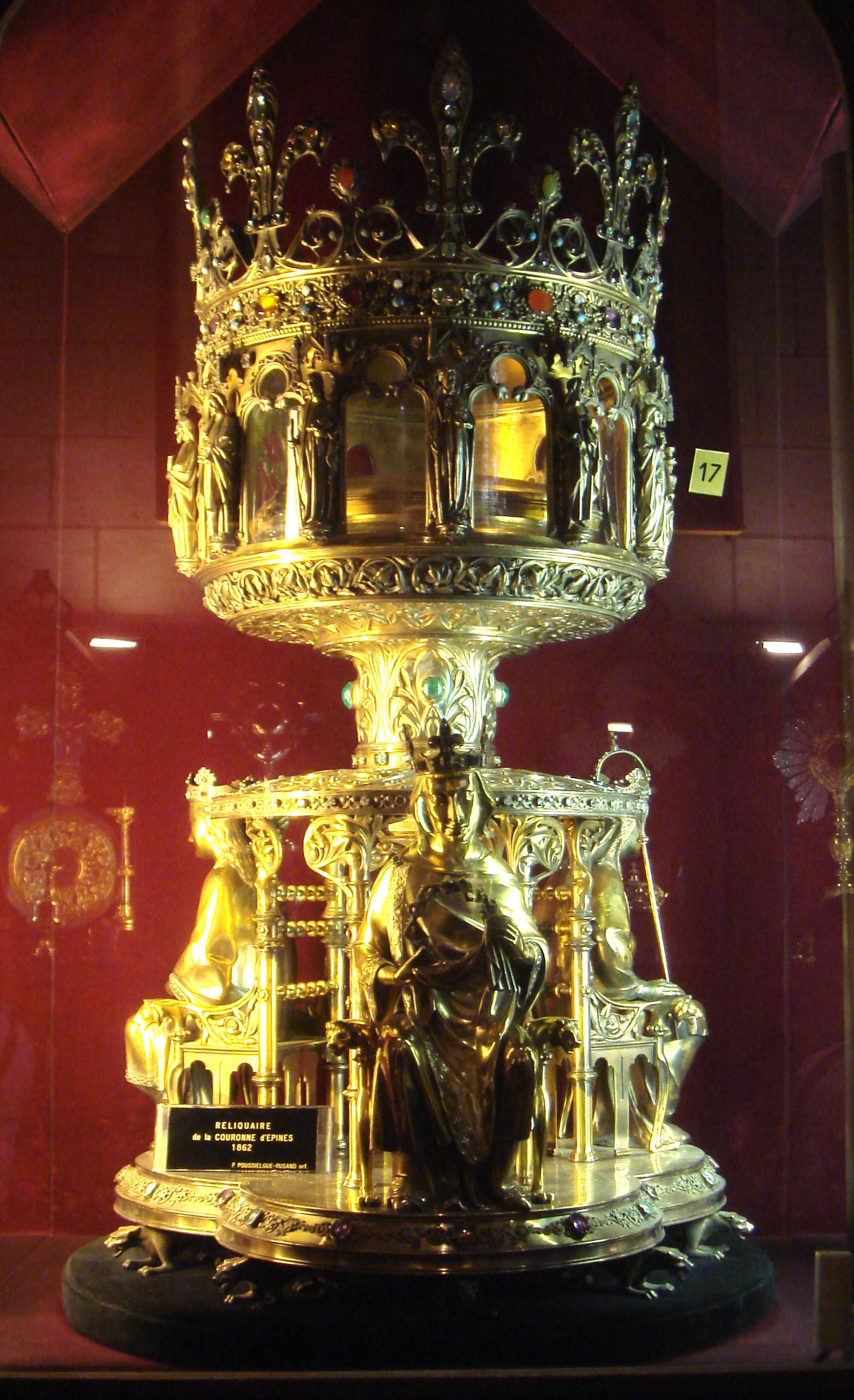
Un segundo relicario de 1862, diseñado por Viollet-le-Duc conservado en Catedral de Notre-Dame.
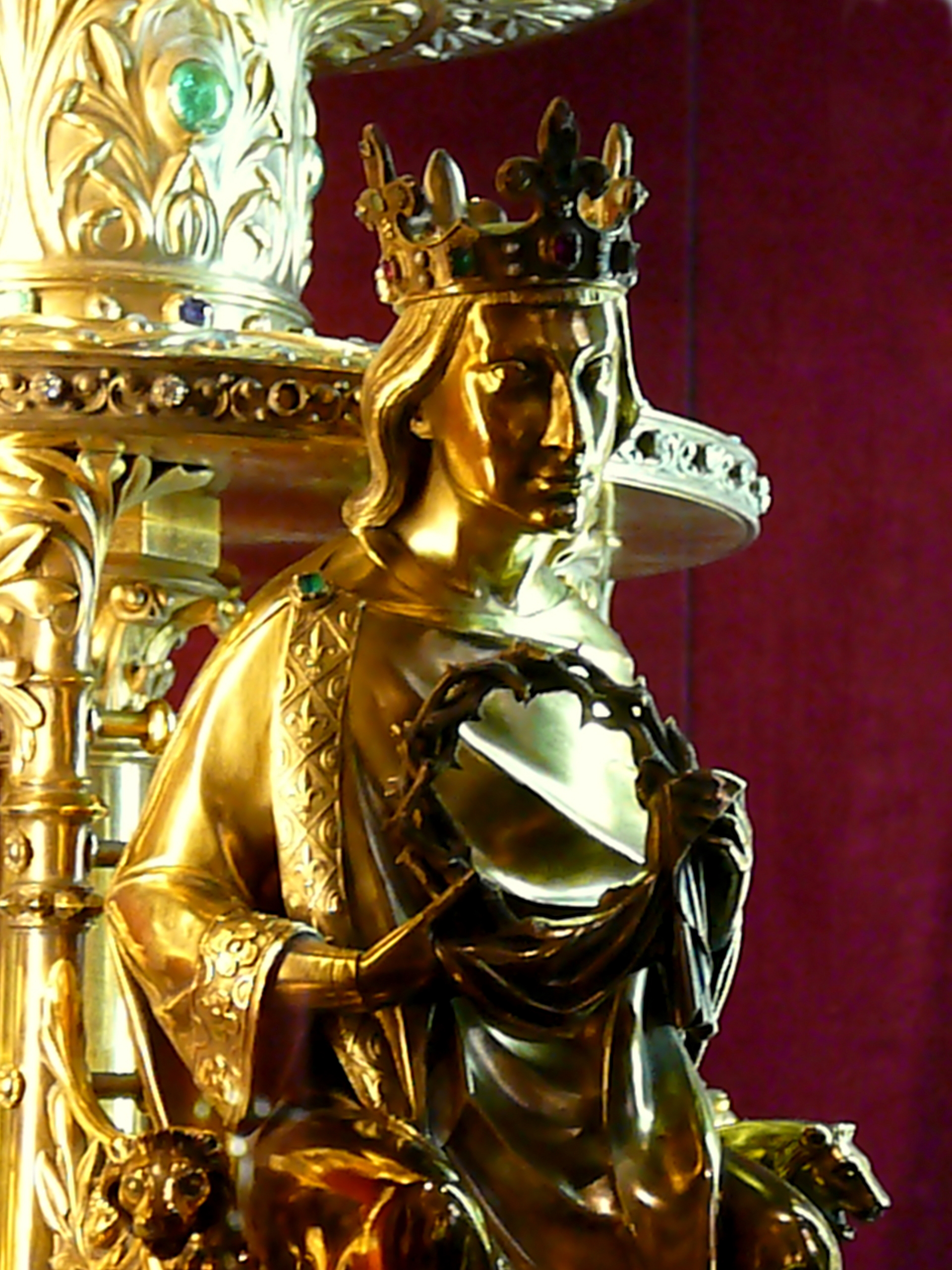
Detalle del relicario de 1862.
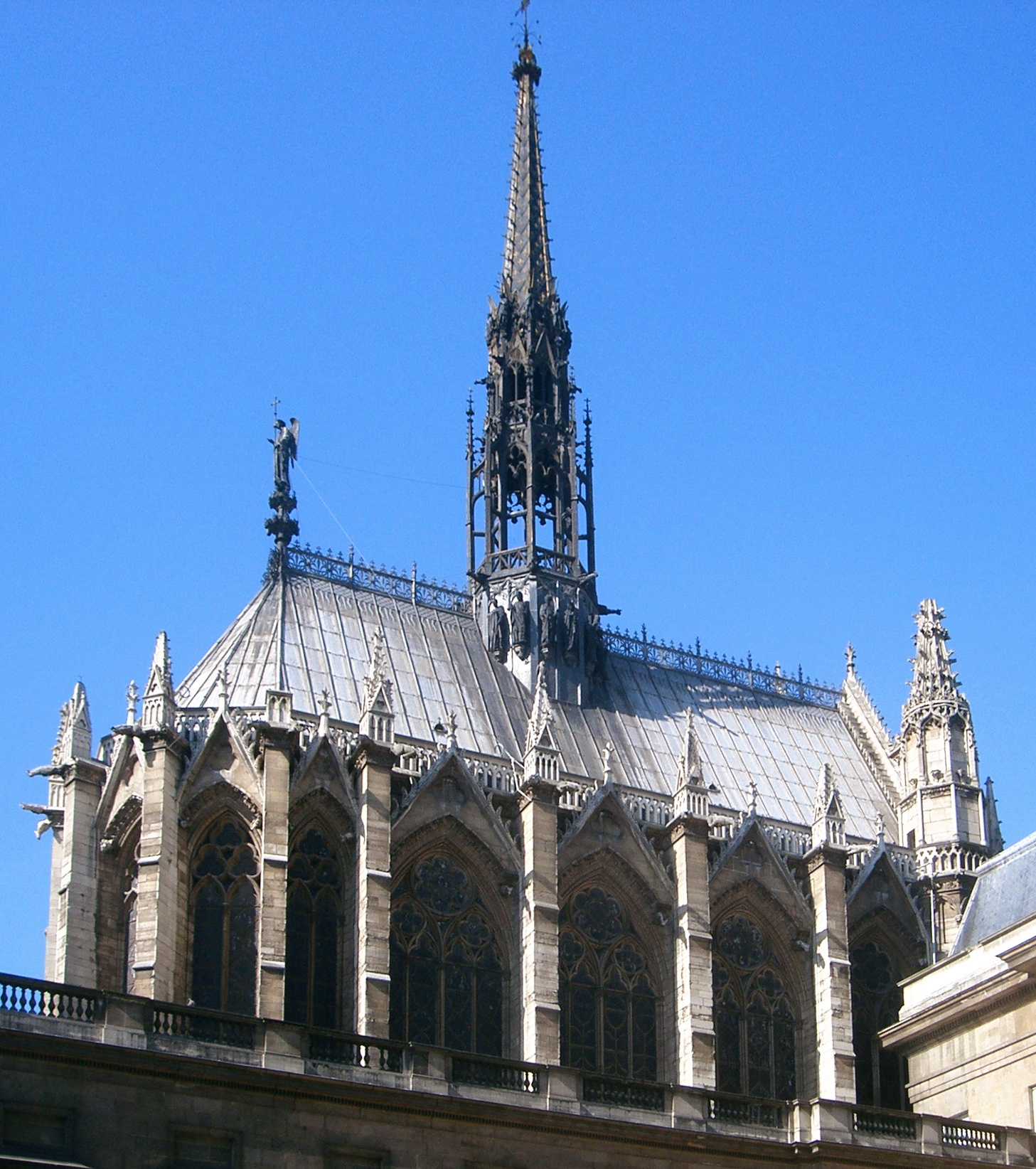
La Sainte-Chapelle, construida para albergar las Reliquias de la Pasión.
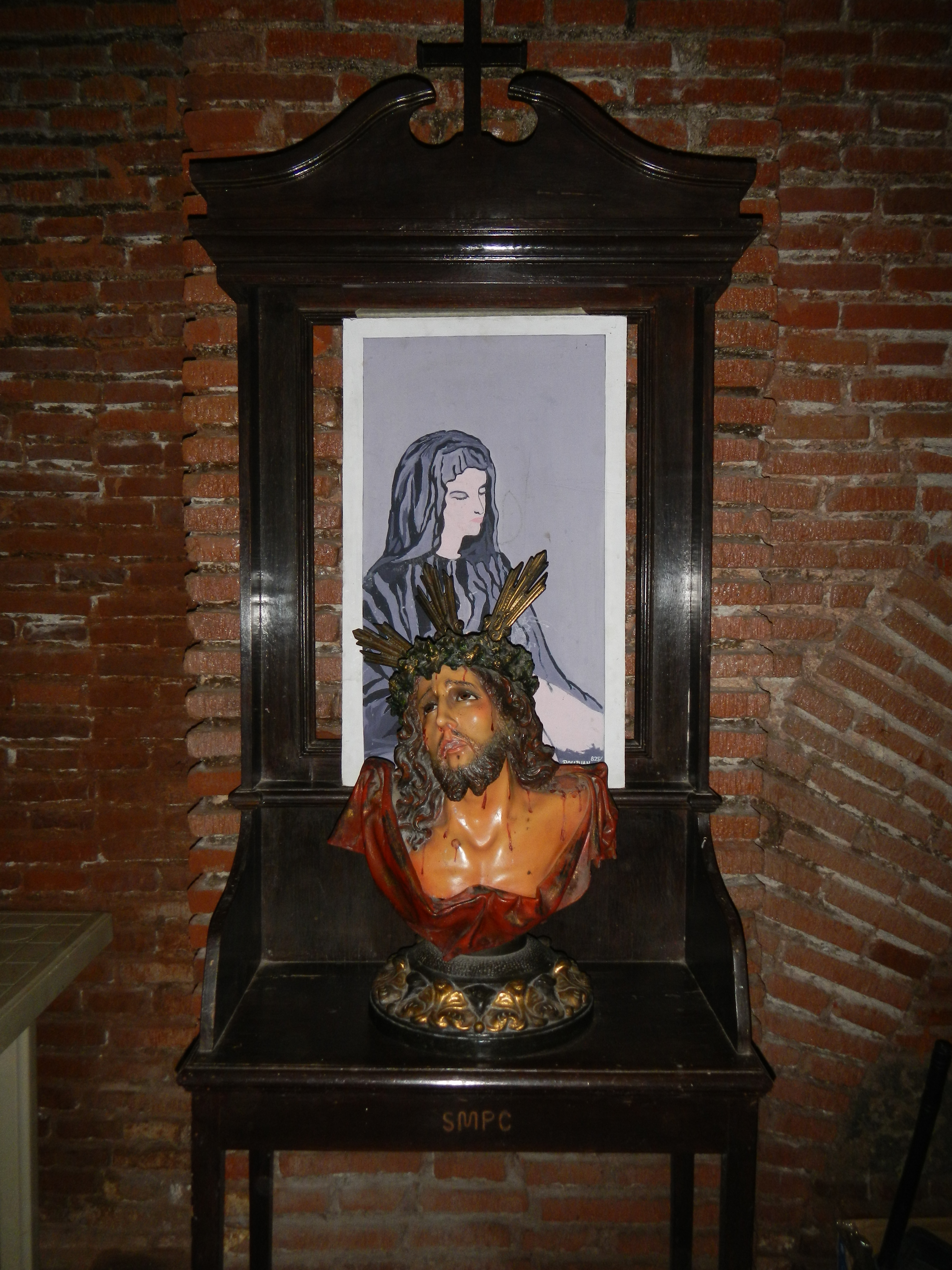
Mater Dolorosa y busto de la corona de espinas (Iglesia Parroquial de Santa Mónica, Filipinas)
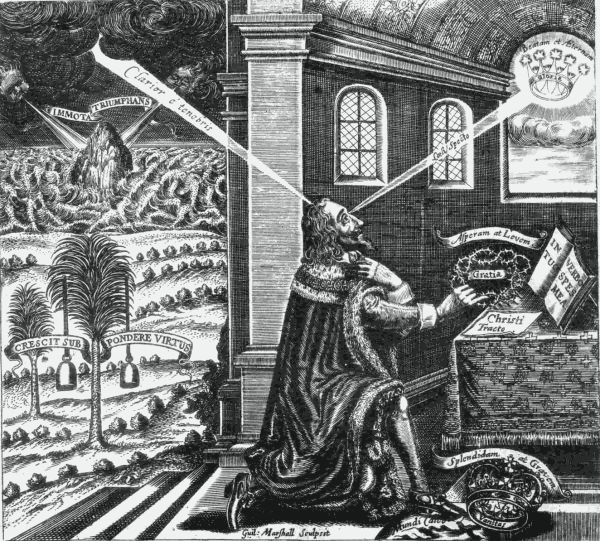
Impresión de William Marshall que representa a El rey Carlos I tomando la corona de espinas
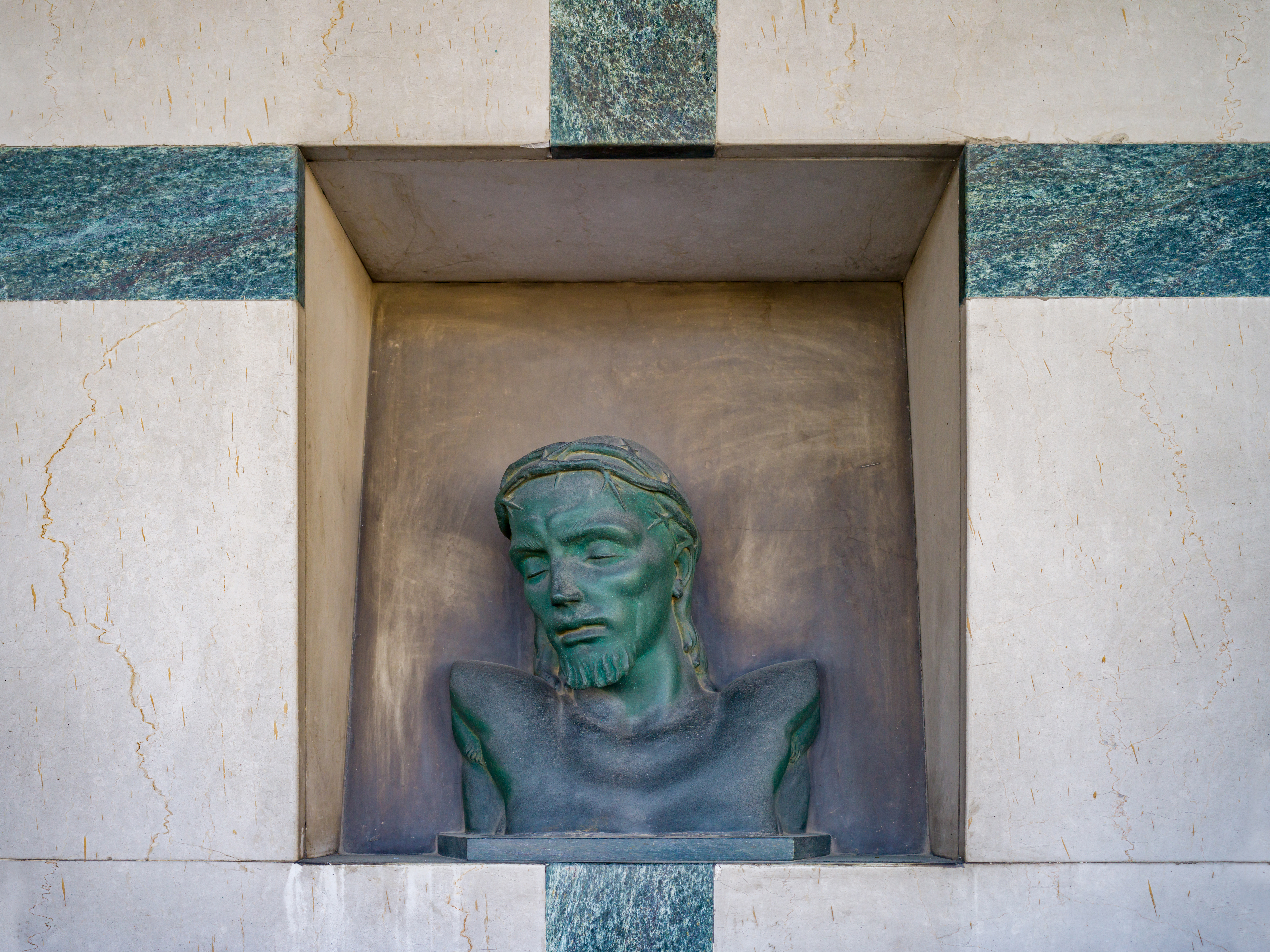
Busto de bronce de Jesús en el cementerio monumental de Brescia.
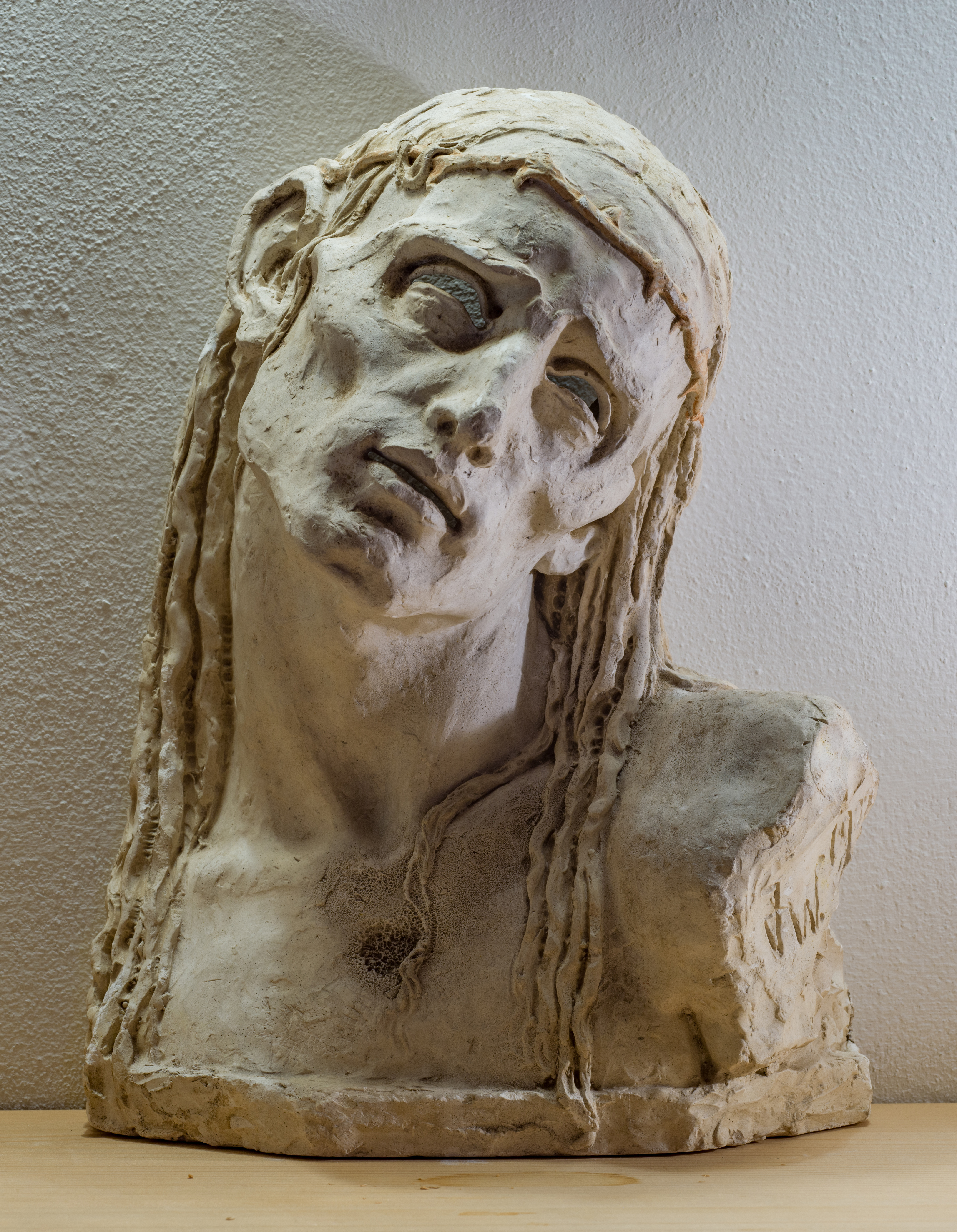
Busto de Cristo por Johann Baptist Walpoth 1932.